# Teucholabis inermis
Teucholabis inermis är en tvåvingeart som beskrevs av Alexander 1969. Teucholabis inermis ingår i släktet Teucholabis och familjen småharkrankar.
Artens utbredningsområde är Ecuador. Inga underarter finns listade i Catalogue of Life.